# Benátky nad Jizerou I
Benátky nad Jizerou I je část města Benátky nad Jizerou v okrese Mladá Boleslav. Nachází se na severu Benátek nad Jizerou. Protéká zde Jizera a nedaleko prochází dálnice D10.
Benátky nad Jizerou I leží v katastrálním území Nové Benátky.

## Historie
První písemná zmínka o vesnici pochází z roku 1343.
V letech 1869–1930 byla samostatnou obcí, v roce 1950 a od 1. ledna 1982 se stala součástí města Benátky nad Jizerou.

## Obyvatelstvo
| Rok            | 1869  | 1880  | 1890  | 1900  | 1910  | 1921  | 1930  | 1950  | 1961  | 1970  | 1980  | 1991  | 2001  | 2011  | 2021  |
| -------------- | ----- | ----- | ----- | ----- | ----- | ----- | ----- | ----- | ----- | ----- | ----- | ----- | ----- | ----- | ----- |
| Počet obyvatel | 2 043 | 2 370 | 2 230 | 2 330 | 2 480 | 2 290 | 2 281 | 2 257 | 4 785 | 1 310 | 1 853 | 1 782 | 1 886 | 2 213 | 2 238 |
| Počet domů     | 258   | 280   | 293   | 345   | 363   | 383   | 458   | 521   | 1 091 | 304   | 432   | 513   | 525   | 609   | 650   |